# Chris Heron
Chris Heron, kanadski hokejist, * 8. april 1979, Mississauga, Ontario, Kanada.
Heron je kariero začel v severnoameriških hokejski ligah, v sezoni 2001/02 pa je igral pri HDD ZM Olimpija, kjer je v slovenski ligi dosegel en gol in štiri podaje na treh tekmah in s klubom osvojil naslov slovenskega prvaka. Po koncu sezone se je upokojil pri triindvajsetih letih.

## Pregled kariere
Odebeljeno - reprezentančni nastopi, glej tudi Statistika pri hokeju na ledu.
| Moštvo                     | Liga            | Sezona |    | Redni del | Redni del | Redni del | Redni del | Redni del | Redni del |   | Končnica | Končnica | Končnica | Končnica | Končnica | Končnica |
| -------------------------- | --------------- | ------ | -- | --------- | --------- | --------- | --------- | --------- | --------- | - | -------- | -------- | -------- | -------- | -------- | -------- |
| Moštvo                     | Liga            | Sezona | OT | G         | P         | T         | +/-       | KM        | OT        | G | P        | T        | +/-      | KM       |          |          |
| Boston University Terriers | NCAA            | 96/97  |    | 41        | 9         | 11        | 20        |           | 28        |   |          |          |          |          |          |          |
| Boston University Terriers | NCAA            | 97/98  |    | 32        | 4         | 10        | 14        |           | 22        |   |          |          |          |          |          |          |
| Boston University Terriers | NCAA            | 98/99  |    | 36        | 18        | 17        | 35        |           | 28        |   |          |          |          |          |          |          |
| Boston University Terriers | NCAA            | 99/00  |    | 42        | 18        | 25        | 43        |           | 38        |   |          |          |          |          |          |          |
| Philadelphia Phantoms      | AHL             | 00/01  |    | 57        | 8         | 8         | 16        |           | 12        |   |          |          |          |          |          |          |
| Trenton Titans             | ECHL            | 00/01  |    | 9         | 3         | 5         | 8         |           | 2         |   | 19       | 6        | 5        | 11       |          | 10       |
| HDD ZM Olimpija            | Mednarodna liga | 01/02  |    | 1         | 0         | 1         | 1         | -1        | 2         |   |          |          |          |          |          |          |
| HDD ZM Olimpija            | Slovenska liga  | 01/02  |    | 3         | 1         | 4         | 5         |           | 2         |   |          |          |          |          |          |          |
| Skupaj                     |                 |        |    | 221       | 61        | 81        | 142       | -1        | 134       |   | 19       | 6        | 5        | 11       |          | 10       |